# Chuang Chia-jung
Dans ce nom chinois, le nom de famille, Chuang, précède le nom personnel.
Chuang Chia-jung, née le 10 janvier 1985 à Kaohsiung, est une joueuse de tennis taïwanaise, professionnelle du milieu des années 2000 jusqu'en 2018.
En 2007, associée à Chan Yung-jan, elle a joué les finales du double dames à l'Open d'Australie et à l'US Open.
À ce jour, Chuang Chia-jung a gagné 22 tournois WTA en double dames, dont sept avec Chan Yung-jan.

## Palmarès

### Titres en double dames
| No | Date       | Nom et lieu du tournoi                       | Catégorie | Dotation    | Surface      | Partenaire         | Finalistes                           | Score             |          |
| -- | ---------- | -------------------------------------------- | --------- | ----------- | ------------ | ------------------ | ------------------------------------ | ----------------- | -------- |
| 1  | 26-09-2005 | Korea Tennis Championships Séoul             | Tier IV   | 140 000 $   | Dur (ext.)   | Chan Yung-jan      | Jill Craybas Natalie Grandin         | 6-2, 6-4          | Parcours |
| 2  | 12-02-2007 | Sony Ericsson Int'l Bangalore                | Tier III  | 175 000 $   | Dur (ext.)   | Chan Yung-jan      | Hsieh Su-wei Alla Kudryavtseva       | 6-74, 6-2, [11-9] | Parcours |
| 3  | 11-06-2007 | DFS Classic Birmingham                       | Tier III  | 200 000 $   | Gazon (ext.) | Chan Yung-jan      | Sun Tiantian Meilen Tu               | 7-63, 6-3         | Parcours |
| 4  | 18-06-2007 | Ordina Open Bois-le-Duc                      | Tier III  | 175 000 $   | Gazon (ext.) | Chan Yung-jan      | Anabel Medina Virginia Ruano Pascual | 7-5, 6-2          | Parcours |
| 5  | 17-09-2007 | China Open Pékin                             | Tier II   | 600 000 $   | Dur (ext.)   | Hsieh Su-wei       | Han Xinyun Xu Yifan                  | 7-63, 6-3         | Parcours |
| 6  | 24-09-2007 | Korea Tennis Championships Séoul             | Tier IV   | 145 000 $   | Dur (ext.)   | Hsieh Su-wei       | Eléni Daniilídou Jasmin Wöhr         | 6-2, 6-2          | Parcours |
| 7  | 04-02-2008 | Women's Open Pattaya                         | Tier IV   | 170 000 $   | Dur (ext.)   | Chan Yung-jan      | Hsieh Su-Wei Vania King              | 6-4, 6-3          | Parcours |
| 8  | 12-05-2008 | Internazionali d'Italia Rome                 | Tier I    | 1 340 000 $ | Terre (ext.) | Chan Yung-jan      | Iveta Benešová Janette Husárová      | 7-65, 6-3         | Parcours |
| 9  | 21-07-2008 | East West Bank Classic Herbalife Los Angeles | Tier II   | 600 000 $   | Dur (ext.)   | Chan Yung-jan      | Eva Hrdinová Vladimíra Uhlířová      | 2-6, 7-5, [10-4]  | Parcours |
| 10 | 22-09-2008 | Korea Tennis Championships Séoul             | Tier IV   | 145 000 $   | Dur (ext.)   | Hsieh Su-wei       | Vera Dushevina Maria Kirilenko       | 6-3, 6-0          | Parcours |
| 11 | 06-04-2009 | MPS Group Championships Ponte Vedra Beach    | Intern'l  | 220 000 $   | Terre (ext.) | Sania Mirza        | Květa Peschke Lisa Raymond           | 6-3, 4-6, [10-7]  | Parcours |
| 12 | 03-08-2009 | East West Bank Classic Los Angeles           | Premier   | 700 000 $   | Dur (ext.)   | Yan Zi             | Maria Kirilenko Agnieszka Radwańska  | 6-0, 4-6, [10-7]  | Parcours |
| 13 | 12-10-2009 | Japan Women's Open Osaka                     | Intern'l  | 220 000 $   | Dur (ext.)   | Lisa Raymond       | Chanelle Scheepers Abigail Spears    | 6-2, 6-4          | Parcours |
| 14 | 11-01-2010 | Moorilla International Hobart                | Intern'l  | 220 000 $   | Dur (ext.)   | Květa Peschke      | Chan Yung-jan Monica Niculescu       | 3-6, 6-3, [10-7]  | Parcours |
| 15 | 02-10-2010 | China Open Pékin                             | PREMIER*  | 4 500 000 $ | Dur (ext.)   | Olga Govortsova    | Gisela Dulko Flavia Pennetta         | 7-62, 1-6, [10-7] | Parcours |
| 16 | 16-05-2011 | Internationaux de Strasbourg Strasbourg      | Intern'l  | 220 000 $   | Terre (ext.) | Akgul Amanmuradova | Natalie Grandin Vladimíra Uhlířová   | 6-4, 5-7, [10-2]  | Parcours |
| 17 | 22-08-2011 | New Haven Open at Yale New Haven             | Premier   | 618 000 $   | Dur (ext.)   | Olga Govortsova    | Sara Errani Roberta Vinci            | 7-5, 6-2          | Parcours |
| 18 | 27-02-2012 | Malaysian Open Kuala Lumpur                  | Intern'l  | 220 000 $   | Dur (ext.)   | Chang Kai-chen     | Chan Hao-ching Rika Fujiwara         | 7-5, 6-4          | Parcours |
| 19 | 30-04-2012 | Estoril Open Estoril                         | Intern'l  | 220 000 $   | Terre (ext.) | Zhang Shuai        | Yaroslava Shvedova Galina Voskoboeva | 4-6, 6-1, [11-9]  | Parcours |
| 20 | 15-09-2014 | International Women's Open Guangzhou         | Intern'l  | 500 000 $   | Dur (ext.)   | Liang Chen         | Alizé Cornet Magda Linette           | 2-6, 7-63, [10-7] | Parcours |
| 21 | 17-05-2015 | Internationaux de Strasbourg Strasbourg      | Intern'l  | 250 000 $   | Terre (ext.) | Liang Chen         | Nadiia Kichenok Zheng Saisai         | 4-6, 6-4, [12-10] | Parcours |
| 22 | 15-02-2016 | Tennis Championships Dubaï                   | Premier   | 2 000 000 $ | Dur (ext.)   | Darija Jurak       | Caroline Garcia Kristina Mladenovic  | 6-4, 6-4          | Parcours |

### Finales en double dames
| No | Date       | Nom et lieu du tournoi                    | Catégorie | Dotation    | Surface      | Vainqueures                         | Partenaire          | Score              |          |
| -- | ---------- | ----------------------------------------- | --------- | ----------- | ------------ | ----------------------------------- | ------------------- | ------------------ | -------- |
| 1  | 27-09-2004 | Korea Tennis Championships Séoul          | Tier IV   | 140 000 $   | Dur (ext.)   | Cho Yoon-jeong Jeon Mi-ra           | Hsieh Su-wei        | 6-3, 1-6, 7-5      | Parcours |
| 2  | 25-09-2006 | Korea Tennis Championships Séoul          | Tier IV   | 145 000 $   | Dur (ext.)   | Virginia Ruano Pascual Paola Suárez | Mariana Díaz-Oliva  | 6-2, 6-3           | Parcours |
| 3  | 02-10-2006 | Japan Open Tokyo                          | Tier III  | 175 000 $   | Dur (ext.)   | Vania King Jelena Kostanić          | Chan Yung-jan       | 7-62, 5-7, 6-2     | Parcours |
| 4  | 15-01-2007 | Australian Open Melbourne                 | G. Chelem | 6 737 973 $ | Dur (ext.)   | Cara Black Liezel Huber             | Chan Yung-jan       | 6-4, 6-74, 6-1     | Parcours |
| 5  | 05-02-2007 | Pattaya Open Pattaya                      | Tier IV   | 170 000 $   | Dur (ext.)   | Nicole Pratt Mara Santangelo        | Chan Yung-jan       | 6-4, 7-64          | Parcours |
| 6  | 05-03-2007 | Pacific Life Open Indian Wells            | Tier I    | 2 100 000 $ | Dur (ext.)   | Lisa Raymond Samantha Stosur        | Chan Yung-jan       | 6-3, 7-5           | Parcours |
| 7  | 27-08-2007 | US Open Flushing Meadows                  | G. Chelem | 9 098 000 $ | Dur (ext.)   | Nathalie Dechy Dinara Safina        | Chan Yung-jan       | 6-4, 6-2           | Parcours |
| 8  | 01-10-2007 | Japan Open Tennis Championships Tokyo     | Tier III  | 175 000 $   | Dur (ext.)   | Sun Tiantian Yan Zi                 | Vania King          | 1-6, 6-2, [10-6]   | Parcours |
| 9  | 03-03-2008 | Canara Bank Open Bangalore                | Tier II   | 600 000 $   | Dur (ext.)   | Peng Shuai Sun Tiantian             | Chan Yung-jan       | 6-4, 5-7, [10-8]   | Parcours |
| 10 | 19-05-2008 | Internationaux de Strasbourg Strasbourg   | Tier III  | 175 000 $   | Terre (ext.) | Tatiana Perebiynis Yan Zi           | Chan Yung-jan       | 6-4, 6-73, [10-6]  | Parcours |
| 11 | 05-04-2010 | MPS Group Championships Ponte Vedra Beach | Intern'l  | 220 000 $   | Terre (ext.) | Bethanie Mattek-Sands Yan Zi        | Peng Shuai          | 4-6, 6-4, [10-8]   | Parcours |
| 12 | 08-01-2012 | Moorilla International Hobart             | Intern'l  | 220 000 $   | Dur (ext.)   | Irina-Camelia Begu Monica Niculescu | Marina Erakovic     | 6-74, 7-64, [10-5] | Parcours |
| 13 | 23-08-2015 | Connecticut Open New Haven                | Premier   | 754 163 $   | Dur (ext.)   | Julia Görges Lucie Hradecká         | Liang Chen          | 6-3, 6-1           | Parcours |
| 14 | 21-08-2016 | Connecticut Open New Haven                | Premier   | 761 000 $   | Dur (ext.)   | Sania Mirza Monica Niculescu        | Kateryna Bondarenko | 7-5, 6-4           | Parcours |

### Titres en double en WTA 125
| No | Date       | Nom et lieu du tournoi              | Catégorie | Dotation  | Surface      | Partenaire      | Finalistes                             | Score            |          |
| -- | ---------- | ----------------------------------- | --------- | --------- | ------------ | --------------- | -------------------------------------- | ---------------- | -------- |
| 1  | 21-07-2014 | Jiangxi International Open Nanchang | WTA 125   | 125 000 $ | Dur (ext.)   | Junri Namigata  | Chan Chin-wei Xu Yifan                 | 7-64, 6-3        | Parcours |
| 2  | 01-09-2014 | Suzhou Ladies Open Suzhou           | WTA 125   | 125 000 $ | Dur (ext.)   | Chan Chin-wei   | Misa Eguchi Eri Hozumi                 | 6-1, 3-6, [10-7] | Parcours |
| 3  | 06-06-2017 | Bol Open Bol                        | WTA 125   | 125 000 $ | Terre (ext.) | Renata Voráčová | Lina Gjorcheska Aleksandrina Naydenova | 6-4, 6-2         | Parcours |

### Finales en double en WTA 125
| No | Date       | Nom et lieu du tournoi    | Catégorie | Dotation  | Surface         | Vainqueures                            | Partenaire     | Score            |          |
| -- | ---------- | ------------------------- | --------- | --------- | --------------- | -------------------------------------- | -------------- | ---------------- | -------- |
| 1  | 03-11-2014 | Taipei Ladies Open Taipei | WTA 125   | 125 000 $ | Moquette (int.) | Chan Hao-ching Chan Yung-jan           | Chang Kai-chen | 6-4, 6-3         | Parcours |
| 2  | 14-11-2016 | Taipei Challenger Taipei  | WTA 125   | 125 000 $ | Moquette (int.) | Natela Dzalamidze Veronika Kudermetova | Chang Kai-chen | 4-6, 6-3, [10-5] | Parcours |

## Parcours en Grand Chelem

### En simple dames
| Année | Open d'Australie                                     | Open d'Australie                                | Internationaux de France | Internationaux de France | Wimbledon                                        | Wimbledon                                      | US Open | US Open |
| 2004  | 1er tour (1/64)                                      | Amélie Mauresmo                                 | —                        | —                        | —                                                | —                                              | —       | —       |
| 2005  | Q2 \|\| style="text-align:left" \| Galina Voskoboeva | —                                               | —                        | —                        | —                                                | Q1 \|\| style="text-align:left" \| Sunitha Rao |         |         |
|       |                                                      |                                                 |                          |                          |                                                  |                                                |         |         |
| 2007  | Q1 \|\| style="text-align:left" \| Kira Nagy         | Q1 \|\| style="text-align:left" \| Anda Perianu | —                        | —                        | Q1 \|\| style="text-align:left" \| Naomi Cavaday |                                                |         |         |

À droite du résultat, l’ultime adversaire.

### En double dames
| Année | Open d'Australie              | Open d'Australie               | Internationaux de France      | Internationaux de France    | Wimbledon                     | Wimbledon                    | US Open                       | US Open                         |
| ----- | ----------------------------- | ------------------------------ | ----------------------------- | --------------------------- | ----------------------------- | ---------------------------- | ----------------------------- | ------------------------------- |
| 2005  | 3e tour (1/8) Rika Fujiwara   | Anabel Medina Dinara Safina    | -                             | -                           | -                             | -                            | 2e tour (1/16) A. Morigami    | Yan Zi Zheng Jie                |
| 2006  | 1er tour (1/32) Rika Fujiwara | Maret Ani Andreea Vanc         | -                             | -                           | -                             | -                            | -                             | -                               |
| 2007  | Finale Chan Yung-jan          | Cara Black Liezel Huber        | 1/4 de finale Chan Yung-jan   | Alicia Molik M. Santangelo  | 3e tour (1/8) Chan Yung-jan   | Peng Shuai Yan Zi            | Finale Chan Yung-jan          | N. Dechy Dinara Safina          |
| 2008  | 3e tour (1/8) Chan Yung-jan   | J. Husárová F. Pennetta        | 1/4 de finale Chan Yung-jan   | Anabel Medina V. Ruano      | 1er tour (1/32) Chan Yung-jan | Amanmuradova Darya Kustova   | 1er tour (1/32) Chan Yung-jan | Raquel Kops A. Spears           |
| 2009  | 1er tour (1/32) Sun Tiantian  | Ágnes Szávay Elena Vesnina     | 2e tour (1/16) Sania Mirza    | A. Radwańska U. Radwańska   | 2e tour (1/16) Sania Mirza    | Kudryavtseva M. Niculescu    | 1er tour (1/32) A. Wozniak    | Hsieh Su-wei Peng Shuai         |
| 2010  | 2e tour (1/16) Květa Peschke  | Sally Peers Laura Robson       | 1er tour (1/32) Alicia Molik  | I. Benešová B. Z. Strýcová  | 2e tour (1/16) O. Govortsova  | Elena Vesnina V. Zvonareva   | 2e tour (1/16) O. Govortsova  | Lisa Raymond Rennae Stubbs      |
| 2011  | 1/4 de finale Hsieh Su-wei    | V. Azarenka M. Kirilenko       | 1er tour (1/32) O. Govortsova | C. Dellacqua Rennae Stubbs  | 1er tour (1/32) Hsieh Su-wei  | S. Cîrstea Ayumi Morita      | 1er tour (1/32) O. Govortsova | L. Dekmeijere J. Janković       |
| 2012  | 1er tour (1/32) M. Erakovic   | Sílvia Soler Carla Suárez      | 2e tour (1/16) V. Dushevina   | Anabel Medina Arantxa Parra | 1er tour (1/32) V. Dushevina  | A.-L. Grönefeld Petra Martić | 1/4 de finale Zhang Shuai     | Hsieh Su-wei Anabel Medina      |
| 2014  | 1er tour (1/32) L. Dekmeijere | Raquel Kops A. Spears          | -                             | -                           | -                             | -                            | -                             | -                               |
| 2015  | 1er tour (1/32) Zhang Shuai   | D. Hantuchová Karin Knapp      | 2e tour (1/16) T. Bacsinszky  | A. Hlaváčková L. Hradecká   | 1er tour (1/32) T. Bacsinszky | Mona Barthel L. Kichenok     | 2e tour (1/16) T. Bacsinszky  | M. Hingis Sania Mirza           |
| 2016  | 1er tour (1/32) O. Govortsova | Julia Görges Ka. Plíšková      | 1er tour (1/32) Hsieh Su-wei  | B. Krejčíková K. Siniaková  | 1er tour (1/32) Mona Barthel  | Eri Hozumi Miyu Kato         | 1er tour (1/32) K. Bondarenko | Naomi Broady Shelby Rogers      |
| 2017  | 1er tour (1/32) Nicole Gibbs  | B. Mattek-Sands Lucie Šafářová | 1er tour (1/32) Misaki Doi    | Liang Chen Wang Qiang       | 2e tour (1/16) Misaki Doi     | Ashleigh Barty C. Dellacqua  | 2e tour (1/16) Misaki Doi     | Daria Gavrilova Daria Kasatkina |

Sous le résultat, la partenaire ; à droite, l’ultime équipe adverse.

### En double mixte
| Année | Open d'Australie            | Open d'Australie            | Internationaux de France      | Internationaux de France      | Wimbledon                     | Wimbledon                    | US Open                       | US Open                 |
| ----- | --------------------------- | --------------------------- | ----------------------------- | ----------------------------- | ----------------------------- | ---------------------------- | ----------------------------- | ----------------------- |
| 2007  | -                           | -                           | 1/4 de finale Todd Perry      | Yan Zi Mark Knowles           | 3e tour (1/8) Todd Perry      | Shaughnessy Leander Paes     | 2e tour (1/8) J. Erlich       | N. Dechy Andy Ram       |
| 2008  | 1/4 de finale J. Erlich     | Yan Zi Mark Knowles         | 1er tour (1/16) J. Erlich     | O. Govortsova David Martin    | 1/4 de finale Daniel Nestor   | Liezel Huber Jamie Murray    | 1er tour (1/16) Daniel Nestor | S. Stephens R. Kendrick |
| 2009  | 2e tour (1/8) C. Kas        | Anabel Medina Tommy Robredo | 1er tour (1/16) C. Kas        | Hsieh Su-wei Ashley Fisher    | 3e tour (1/8) C. Kas          | Hsieh Su-wei Kevin Ullyett   | 1er tour (1/16) C. Kas        | M. J. Martínez André Sá |
| 2010  | 1/4 de finale Filip Polášek | Lisa Raymond Wesley Moodie  | 1er tour (1/16) Filip Polášek | Amanmuradova A.-U.-H. Qureshi | 1er tour (1/32) Filip Polášek | Kim Clijsters X. Malisse     | -                             | -                       |
| 2011  | 1/4 de finale Dick Norman   | Chan Yung-jan Paul Hanley   | 2e tour (1/8) M. Matkowski    | I. Benešová Leander Paes      | 1er tour (1/32) C. Kas        | C. Dellacqua Scott Lipsky    | -                             | -                       |
| 2016  | -                           | -                           | 2e tour (1/8) H. Kontinen     | C. Vandeweghe Bob Bryan       | 2e tour (1/16) Daniel Nestor  | A. Kudryavtseva Scott Lipsky | -                             | -                       |

Sous le résultat, le partenaire ; à droite, l’ultime équipe adverse.

## Parcours en «Premier Mandatory» et «Premier 5»
Découlant d'une réforme du circuit WTA inaugurée en 2009, les tournois WTA « Premier Mandatory » et « Premier 5 » constituent les catégories d'épreuves les plus prestigieuses, après les quatre levées du Grand Chelem.

### En double dames
| Année                      | Premier Mandatory | Premier Mandatory          | Premier Mandatory       | Premier Mandatory          | Premier Mandatory    | Premier Mandatory          | Premier Mandatory    | Premier Mandatory          | Premier 5           | Premier 5 | Premier 5 | Premier 5                  | Premier 5          | Premier 5                  | Premier 5             | Premier 5                  | Premier 5              | Premier 5                 | Premier 5        | Premier 5 | Premier 5 | Premier 5 |
| Année                      | Indian Wells      | Indian Wells               | Miami                   | Miami                      | Madrid               | Madrid                     | Pékin                | Pékin                      | Dubaï               | Dubaï     | Doha      | Doha                       | Rome               | Rome                       | Canada                | Canada                     | Cincinnati             | Cincinnati                | Tokyo            | Tokyo     | Wuhan     | Wuhan     |
| -------------------------- | ----------------- | -------------------------- | ----------------------- | -------------------------- | -------------------- | -------------------------- | -------------------- | -------------------------- | ------------------- | --------- | --------- | -------------------------- | ------------------ | -------------------------- | --------------------- | -------------------------- | ---------------------- | ------------------------- | ---------------- | --------- | --------- | --------- |
| 2009                       |                   |                            |                         |                            |                      |                            |                      |                            |                     |           |           |                            |                    |                            |                       |                            |                        |                           |                  |           |           |           |
| 1er tour (1/16) Mirza      | Dulko Peer        | 1/2 finale Mirza           | Peschke Raymond         | 1/2 finale Mirza           | Peschke Raymond      | 1er tour (1/16) Raymond    | Han Ji               | 1/4 de finale Amanmuradova | Kirilenko Radwańska |           |           | —                          | —                  | 1er tour (1/16) Pelletier  | Şenoğlu Shvedova      | 1er tour (1/16) Yan        | Kirilenko Vesnina      | 1er tour (1/8) Yan        | Pennetta Raymond |           |           |           |
| 2010                       |                   |                            |                         |                            |                      |                            |                      |                            |                     |           |           |                            |                    |                            |                       |                            |                        |                           |                  |           |           |           |
| 1er tour (1/16) Hsieh      | Chan Zheng        | 1er tour (1/16) Hsieh      | Jans Uhlířová           | 1/4 de finale King         | Peer Schiavone       | Victoire Govortsova        | Dulko Pennetta       | 1/4 de finale Govortsova   | Llagostera Martínez |           |           | 2e tour (1/8) Govortsova   | Rosolska Shvedova  | 1er tour (1/16) Govortsova | Grandin Spears        | 1er tour (1/16) Govortsova | Niculescu Peer         | —                         | —                |           |           |           |
| 2011                       |                   |                            |                         |                            |                      |                            |                      |                            |                     |           |           |                            |                    |                            |                       |                            |                        |                           |                  |           |           |           |
| 2e tour (1/8) Dulgheru     | Jans Rosolska     | 1er tour (1/16) Rodionova  | Ivanović Petkovic       | 1er tour (1/16) Govortsova | Kuznetsova Zvonareva | 1er tour (1/16) Govortsova | Hantuchová Radwańska | —                          | —                   |           |           | 1er tour (1/16) Govortsova | Dulgheru Gajdošová | 2e tour (1/8) Govortsova   | Jans-Ignacik Rosolska | 1er tour (1/16) Govortsova | Dellacqua Kudryavtseva | 1er tour (1/8) Peer       | Grandin Uhlířová |           |           |           |
| 2012                       |                   |                            |                         |                            |                      |                            |                      |                            |                     |           |           |                            |                    |                            |                       |                            |                        |                           |                  |           |           |           |
| 1er tour (1/16) Voskoboeva | Grönefeld King    | 1er tour (1/16) Kleybanova | Medina Pennetta         | —                          | —                    | 2e tour (1/8) Zhang        | Srebotnik Zheng      |                            |                     | —         | —         | 1/4 de finale Dushevina    | Makarova Vesnina   | 2e tour (1/8) Zhang        | Petrova Srebotnik     | 1er tour (1/16) Husárová   | Dushevina Suárez       | 1er tour (1/8) Date-Krumm | Görges Strýcová  |           |           |           |
| 2014                       |                   |                            |                         |                            |                      |                            |                      |                            |                     |           |           |                            |                    |                            |                       |                            |                        |                           |                  |           |           |           |
| 1er tour (1/16) Scheepers  | Görges Grönefeld  | 1er tour (1/16) Scheepers  | Kalashnikova Kleybanova |                            |                      |                            |                      |                            |                     | —         | —         |                            |                    |                            |                       |                            |                        |                           |                  |           |           |           |

N.B. : le nom de la partenaire se trouve sous le résultat ; le nom des ultimes adversaires se trouve à droite.

## Parcours aux Masters

### En double dames
| # | Date       | Nom de l'édition                   | ($)       | Surface    | Résultat   | Partenaire    | Ultimes adversaires            | Score    |          |
| - | ---------- | ---------------------------------- | --------- | ---------- | ---------- | ------------- | ------------------------------ | -------- | -------- |
| 1 | 05/11/2007 | Sony Ericsson Championships Madrid | 3 000 000 | Dur (int.) | 1/2 finale | Chan Yung-jan | Katarina Srebotnik Ai Sugiyama | 6-2, 6-2 | Parcours |

## Parcours aux Jeux olympiques

### En double dames
| # | Date       | Nom de l'olympiade             | Surface      | Résultat      | Partenaire    | Ultimes adversaires                 | Score          |          |
| - | ---------- | ------------------------------ | ------------ | ------------- | ------------- | ----------------------------------- | -------------- | -------- |
| 1 | 11/08/2008 | Olympic Tennis Event Pékin     | Dur (ext.)   | 2e tour (1/8) | Chan Yung-jan | Flavia Pennetta Francesca Schiavone | 7-61, 1-6, 8-6 | Parcours |
| 2 | 28/07/2012 | Olympic Tennis Event Wimbledon | Gazon (ext.) | 1/4 de finale | Hsieh Su-wei  | Andrea Hlaváčková Lucie Hradecká    | 6-3, 6-4       | Parcours |

## Parcours en Fed Cup
| #                                                                     | Date       | Lieu       | Surface      | Gagnante(s)                    | Perdante(s)                         | Score     |          |
|                                                                       |            |            |              |                                |                                     |           |          |
| 2007 - Barrage (groupe mondial II) - Croatie - Taipei chinois - 3 : 2 |            |            |              |                                |                                     |           |          |
| 1                                                                     | 14/07/2007 | Split      | Terre (ext.) | Chan Yung-jan Chuang Chia-jung | Jelena Kostanić Ana Vrljić          | 7-68, 6-3 | Parcours |
|                                                                       |            |            |              |                                |                                     |           |          |
| 2016 - Barrage (groupe mondial II) - Pologne - Taipei chinois - 1 : 4 |            |            |              |                                |                                     |           |          |
| 2                                                                     | 16/04/2016 | Inowrocław | Dur (int.)   | Chan Chin-wei Chuang Chia-jung | Klaudia Jans-Ignacik Katarzyna Kawa | 6-2, 7-61 | Parcours |
|                                                                       |            |            |              |                                |                                     |           |          |
| 2017 - Barrage (groupe mondial II) - Italie - Taipei chinois - 3 - 1  |            |            |              |                                |                                     |           |          |
| 3                                                                     | 22/04/2017 | Barletta   | Terre (ext.) | Chuang Chia-jung Hsu Ching-wen | Jasmine Paolini Camilla Rosatello   | 6-4, 6-4  | Parcours |

## Classements WTA en fin de saison
| Année          | 2001 | 2002 | 2003 | 2004 | 2005 | 2006 | 2007 | 2008 | 2009 | 2010 | 2011 | 2012 | 2013 | 2014 | 2015 | 2016 | 2017 |
| Rang en simple | 942  | 469  | 313  | 200  | 307  | 177  | 507  | 462  | 501  | -    | -    | -    | -    | -    | -    | -    | 737  |
| Rang en double | 944  | 362  | 293  | 135  | 75   | 87   | 7    | 16   | 28   | 28   | 47   | 39   | -    | 69   | 43   | 49   | 77   |

Source : (en) Classements de Chuang Chia-jung sur le site officiel de la Fédération internationale de tennis